# Triphyllozoon cornutum
Triphyllozoon cornutum är en mossdjursart som beskrevs av Silén 1954. Triphyllozoon cornutum ingår i släktet Triphyllozoon och familjen Phidoloporidae. Inga underarter finns listade i Catalogue of Life.